# Cruce

O cruce greacă și o cruce a Sfântului Andrei;

O cruce este o figură sau un desen alcătuit din două linii perpendiculare, divizând una sau ambele linii în două jumătăți egale. Liniile sunt de obicei orientate orizontal și vertical; dacă sunt oblice, în formă de X, atunci se face referire la „crucea Sfântului Andrei”. Crucea este un simbol al iubirii lui Dumnezeu pentru oameni, fiind în același timp simbolul prin care Isus Hristos s-a jertfit pentru a salva omenirea. Ea a fost declarată simbol al creștinătății cu ocazia Conciliului de la Niceea din anul 325 e.n. de către Constantin cel Mare. Înainte de a fi fost preluată ca simbol al întregii creștinătăți, ea a fost venerată de către omul primitiv ca fetiș. Brațele ei semnificau cele patru anotimpuri sau cele patru puncte cardinale.